# IC 225
IC 225 ist eine elliptische Zwerggalaxie mit ausgedehnten Sternentstehungsgebieten vom Hubble-Typ E1 im Sternbild Walfisch südlich des Himmelsäquators. Sie ist schätzungsweise 69 Millionen Lichtjahre von der Milchstraße entfernt und hat einen Durchmesser von etwa 20.000 Lichtjahren. 

Im selben Himmelsareal befindet sich u. a. die Galaxie IC 231.
Das Objekt wurde am 29. Dezember 1893 von französischen Astronomen Stéphane Javelle entdeckt.